# Roncet
Roncet je choroba rostlin, kterou způsobuje virus roncetu vinné révy (GFLV - Grapevine Fanleaf Virus). Virus je přenášen háďátky a projevuje se na rostlinách deformacemi listů a zkrácením internodií na letorostech. Při silném napadení réva chřadne. Vzhledem k tomu, že se jedná o virouvou chorobu přenášenou háďátky, je jedinou účelnou ochranou zdravá sadba vinné révy.